# نصر النوبة (مركز)
مركز نصر النوبة، مركز إداري مصري. يقع في محافظة أسوان الواقعة في جمهورية مصر العربية. القاعدة الإدارية للمركز هي مدينة نصر النوبة، وتضم كذلك مدينة كلابشة.